# 休屋
休屋（やすみや）は、青森県十和田市の地名。十和田市大字奥瀬字十和田湖畔休屋。神田川という小さな川を挟んで秋田県小坂町休平の地区が隣接している。

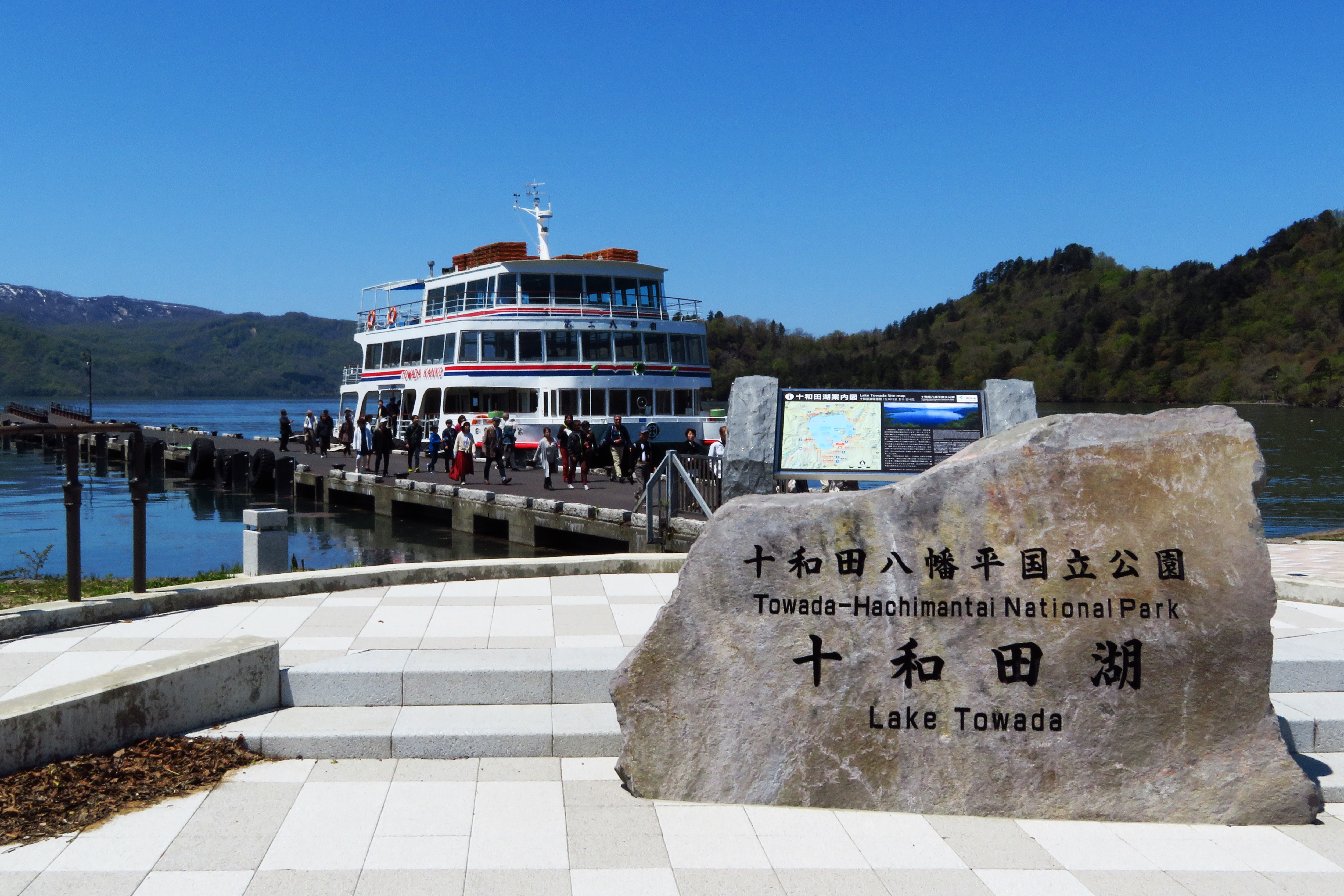
遊覧船乗り場

## 概要
十和田八幡平国立公園の十和田湖南部の湖畔にあり、ホテルなどの宿泊施設や土産物ほか、観光汽船乗り場、乙女の像などがある十和田湖の中心観光拠点である。JRバス東北の十和田湖駅もあり、交通の要衝でもある。

## 歴史
この地区には十和田神社が鎮座しており、江戸時代までは無雪期には参拝者が通っていた。そこは、神仏習合の霊山であり、北東北最大の山岳霊場であった。僧侶や修験者の山岳修行の場であり、民衆の信仰登山、聖地巡礼の場でもあった。巡礼者は解除川(はらいかわ・現在の県境である神田川)でみそぎを行った後、十和田御堂(現在の十和田神社)に至った。その頃は、この地域を桂平と言った。
しかし、巡礼者は積雪期には里に戻っていた。この地区を初めて開拓をしたのは栗山新兵衛であった。1869年(明治2年)のことである。
彼以来、移住者が休屋や休平を開拓していった。十和田湖観光に力を入れたのは十和田湖にヒメマスを放流した和井内貞行の影響である。
平成の初めが十和田湖観光の最盛期で、年間300万人を超える観光客を集めたが、2011年の東日本大震災に伴う放射能汚染の風評被害などで、宿泊施設や食堂・売店の閉鎖が相次ぎ、2020年からの新型コロナウィルス感染症に伴う観光への打撃などもあり、閉鎖された建物ばかりが目立つ現状となっている。

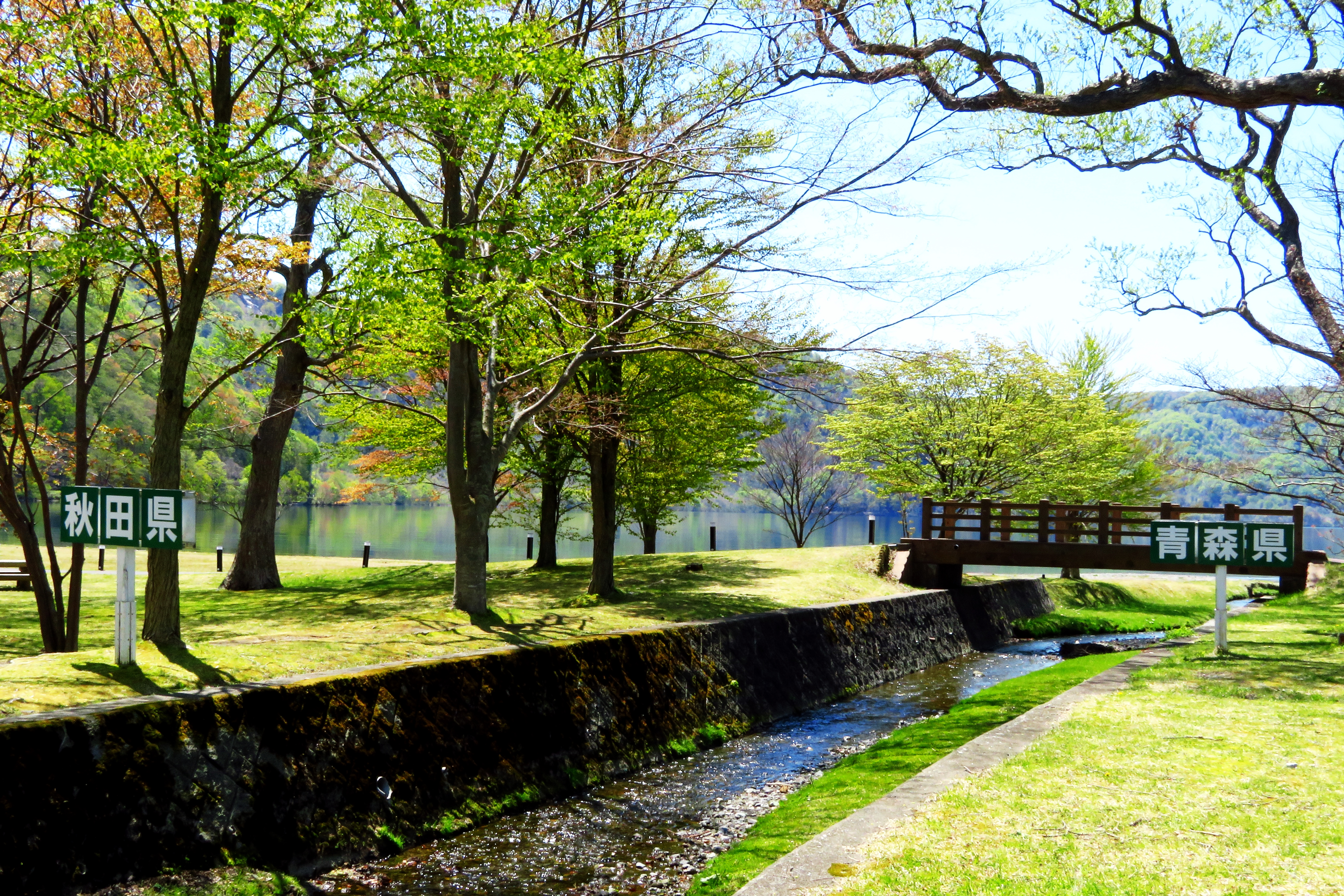
青森県と秋田県の境 神田川と両国橋
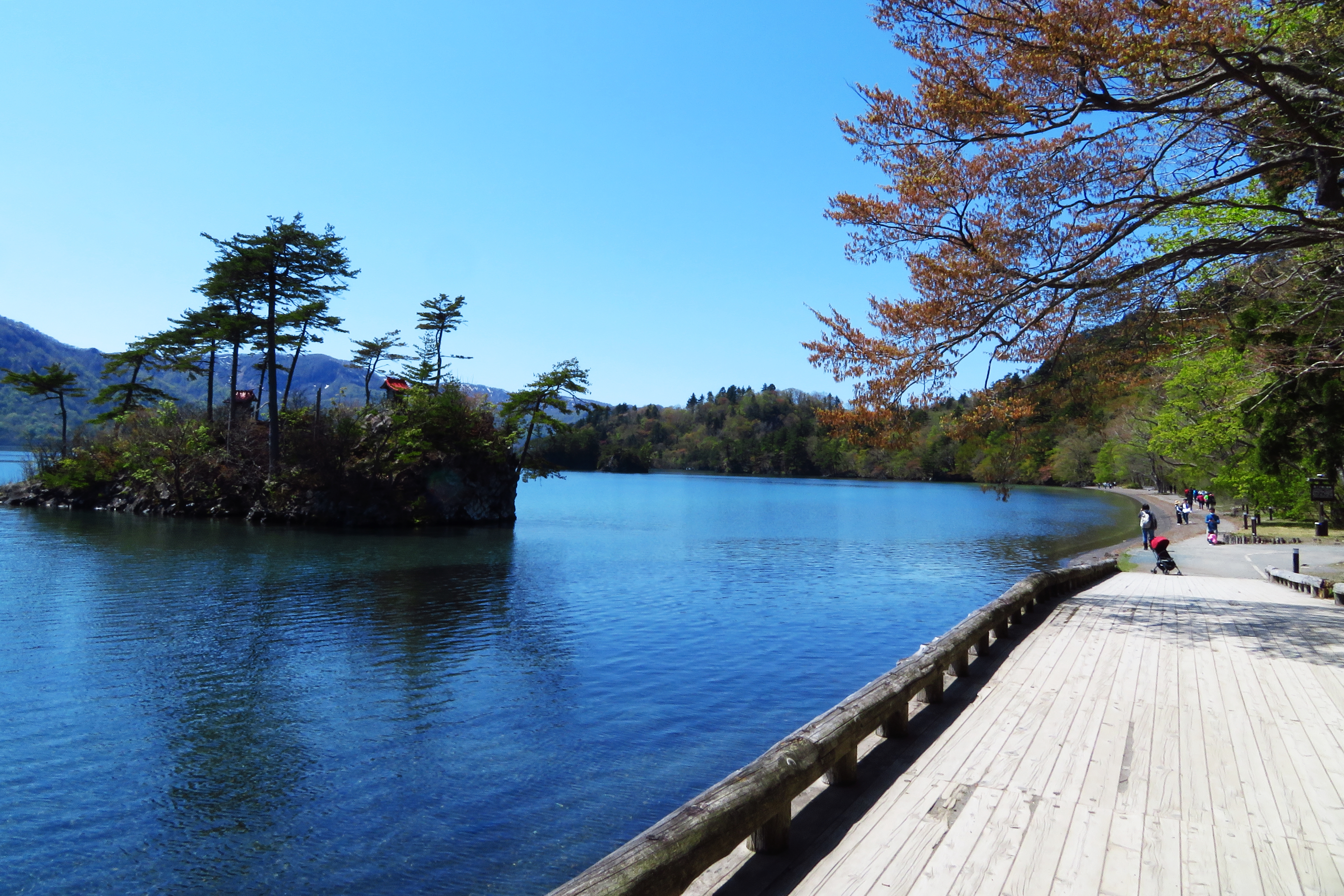
恵比寿大黒島
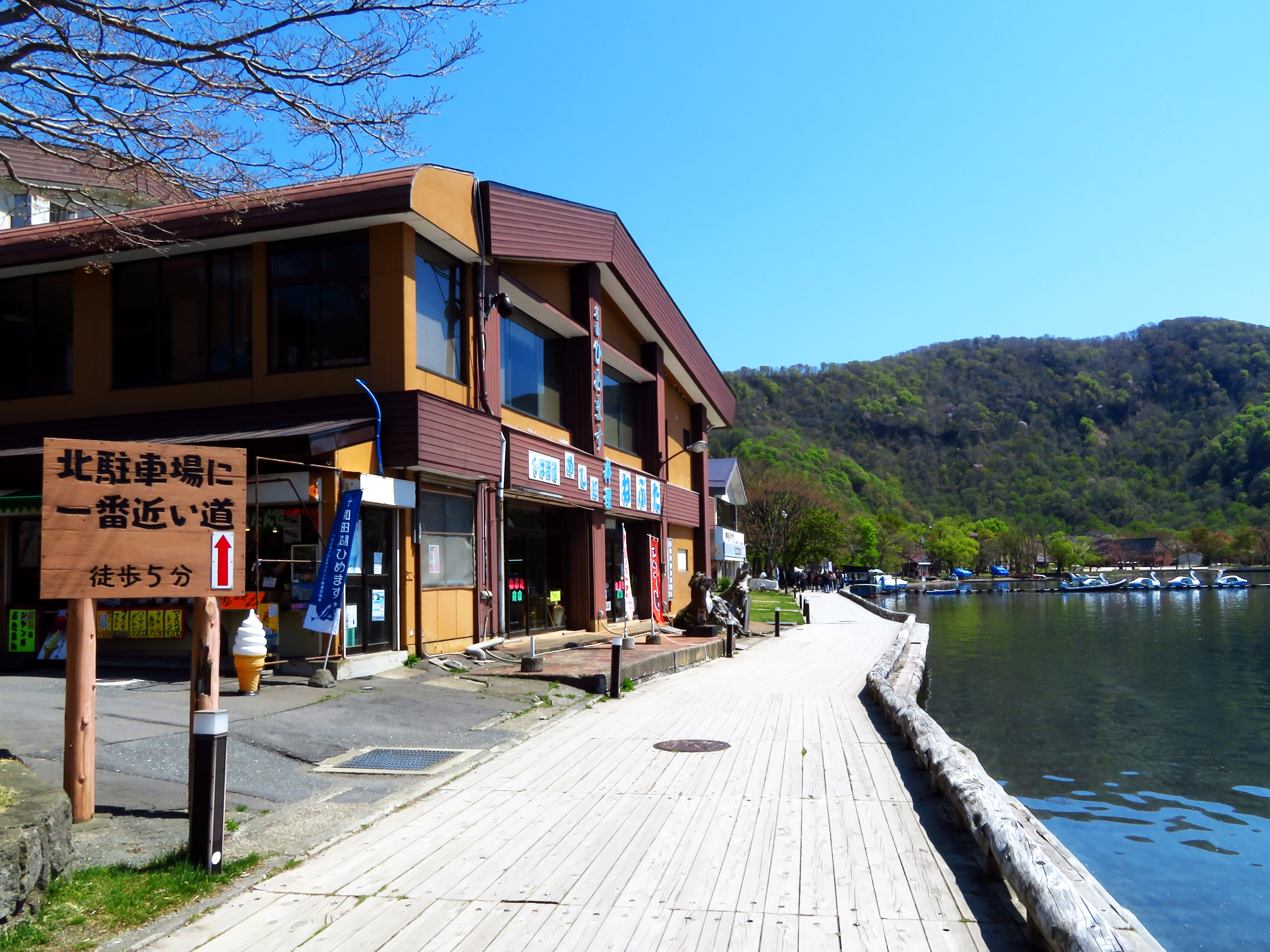
湖畔の食事処 お土産売り場

## 周辺
- 国道103号（国道454号重複）
- 十和田湖観光汽船休屋乗り場
- 奥入瀬渓流温泉（旧十和田湖温泉郷）
- 十和田湖駅（JRバス東北十和田北線･十和田東線）
- 乙女の像（高村光太郎作のブロンズ像）
- 十和田神社

## テレビ中継局
- 当地にはテレビ中継局が置かれている。詳細は、十和田湖テレビ中継局を参照。